# 陈昭子
陈庄（？—？），妫姓，陈氏（田氏），名庄，《汉书》古今人表作陈昭子，春秋时代齐国的大夫陈乞的儿子，陈恒的庶兄。
前484年，齐国、鲁国交战，鲁国右军奔逃，齐国陈瓘、陈庄徒步渡过泗水追赶。鲁国林不狃从容缓步，被齐军杀死。